# Carl Johan Westerdahl
Carl Johan Westerdahl, född 24 september 1779, död 16 mars 1820, var en svensk violinist.
Han var åren 1801–1820 konsertmästare i Kungliga Hovkapellet.

## Biografi
Carl Johan Westerdahl föddes 24 september 1779. Han anställdes omkring 1800 som violinist vid Kungliga hovkapellet i Stockholm. Westerdahl var även konsertmästare. Han avled 16 mars 1820.

## Verk
- Duett för två fioler i a-moll.[3]
- Polonaise för fiol.[3]